# 10216 Попастро
10216 Попастро (10216 Popastro) — астероїд головного поясу, відкритий 22 вересня 1997 року.
Тіссеранів параметр щодо Юпітера — 3,320.